# EuroCity

EuroCity-Logo

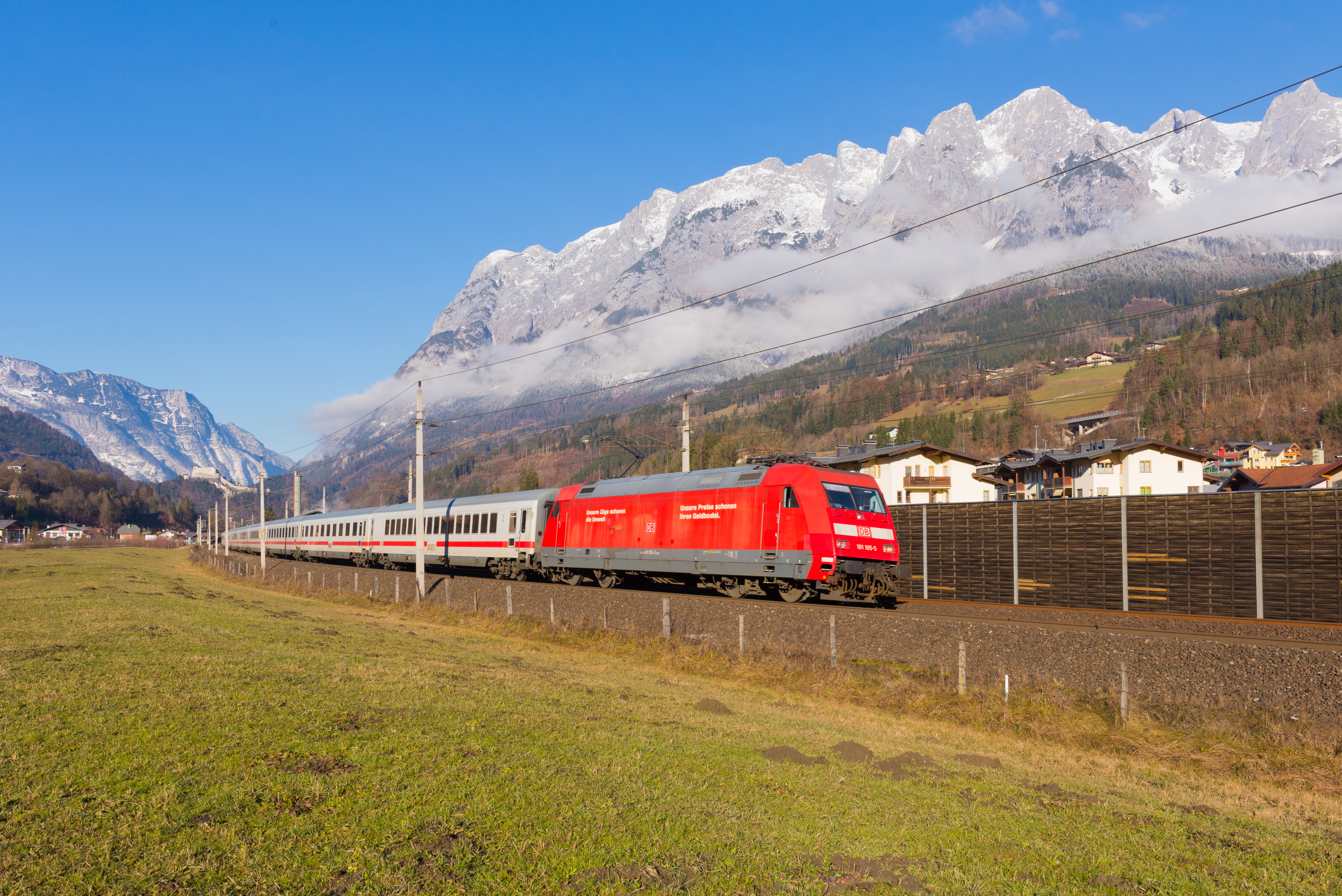
EuroCity 217 bei Pfarrwerfen

Die Zuggattung EuroCity (Kurzbezeichnung EC), in Deutschland und Österreich Eurocity, in der Schweiz stylisiert , steht für Reisezüge im internationalen Fernverkehr in Europa.

## Geschichte

EuroCity-Logo der Deutschen Bundesbahn zwischen 1987 und 1991

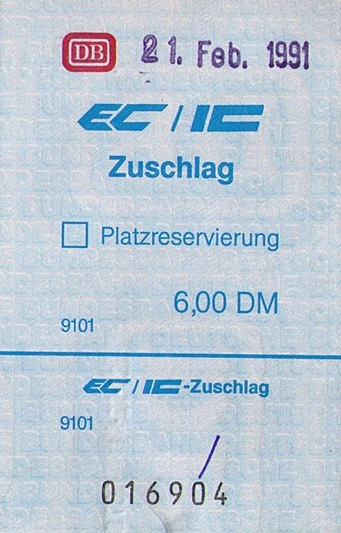
Zuschlagkarte der Deutschen Bundesbahn, 1991

Am 31. Mai 1987 führten die Staatsbahnen der Europäischen Gemeinschaft, Österreichs und der Schweiz das EC-Netz mit zunächst 64 Zugläufen ein. Die EC-Züge, im deutschen Kursbuch seinerzeit als europäischer Qualitätszug bezeichnet, sind Nachfolger des Trans-Europ-Express (TEE), der von 1957 bis 1988 verkehrte. Teilweise ersetzten sie aber auch gewöhnliche Schnellzüge (D) beziehungsweise in Deutschland auch Fern-Express-Züge (FD) und in Österreich Expresszüge (Ex). Wesentlicher Unterschied zum TEE ist, dass dieser nur die erste Wagenklasse führte, ein EC dagegen erste und zweite Klasse aufweist. Das Komfortniveau in der ersten Klasse ist vergleichbar. In Deutschland war der Eurocity von Beginn an zuschlagpflichtig, hierbei waren – analog zum Intercity – pauschal 6,00 D-Mark, später 3,60 Euro, zu entrichten. Dieser schloss auf Wunsch auch die Platzreservierung mit ein. Erst mit Einführung des Preis- und Erlösmanagement Personenverkehr im Dezember 2002 wurde der Zuschlag relationsabhängig in den Fahrpreis integriert. Anders als noch beim TEE besteht beim EC jedoch keine Reservierungspflicht.
Einige Jahre lang gab es auch EC-Nacht genannte Züge mit Schlafwagen und Liegewagen. Daraus ging 1993 die Zuggattung EuroNight (EN) hervor. Eine mit dem EC verwandte Zuggattung ist der InterCity, der von mehreren europäischen Bahnen im In- und Auslandsverkehr eingesetzt wird. Teilweise laufen EC und IC in einem gemeinsamen Taktverkehr wie beispielsweise in Deutschland.
Nach dem Fall des Eisernen Vorhangs und dem Zerfall des Ostblocks 1989/90 führten etliche Bahngesellschaften des ehemaligen Rats für gegenseitige Wirtschaftshilfe in den 1990er Jahren ebenfalls EC-Züge ein. Zuvor, ab 1986, wurde hier die Zuggattung Interexpress angeboten. 1991 wurde die Zahl der EuroCity-Züge von 76 auf 102 erhöht.
Viele ehemalige EC wurden nach dem Bau von Schnellfahrstrecken durch Hochgeschwindigkeitszüge ersetzt, so beispielsweise durch den Thalys auf den Strecken von Paris über Brüssel und Aachen nach Köln oder Amsterdam. Auf anderen Relationen kamen fortan TGV, Cisalpino oder Railjet zum Einsatz. Im Dezember 2017 wurde zudem der EuroCity-Express (ECE) Frankfurt–Mailand eingeführt. Die Züge zwischen Berlin und Amsterdam werden als IC bezeichnet; im Bereich der Niederländischen Staatsbahnen fahren die sogenannten Eurocity Direct zwischen Amsterdam Zuid und Bruxelles-Midi/Brussel-Zuid über die HSL Zuid.

## Qualitätskriterien
Mit Einführung des EC-Verkehrs wurden für alle beteiligten Bahnen einheitliche Qualitätskriterien eingeführt, die vom Internationalen Eisenbahnverband UIC auch überwacht wurden:
- Grenzüberschreitender Zuglauf,
- Klimatisierte Wagen erster und zweiter Klasse mit Blockzugbildung,
- Verstärkte Reinigung in den Abgangsbahnhöfen sowie Unterwegsreinigung bei Zugläufen von mehr als fünf Stunden,
- Halt nur in wichtigen Bahnhöfen,
- Haltezeit maximal 5 Minuten, aus betrieblichen Gründen ausnahmsweise bis zu 15 Minuten (bis 1989: 20 Minuten),
- Grenzkontrollen während der Fahrt, auch in Grenzbahnhöfen nur kurze Aufenthalte,
- Bewirtschaftung mit einem Frühstücksservice zwischen 7:00 und 9:00 Uhr sowie eine Hauptmahlzeit zwischen 11:30 und 14:30 Uhr bzw. 18:30 und 21:30 Uhr im Speisewagen, einem Barwagen oder am Sitzplatz in der ersten Klasse, die Speisekarten müssen zweisprachig gestaltet sein,
- Mehrsprachige Ansagen sowie Zugbegleitpersonal mit Kenntnissen in mindestens zwei Sprachen, darunter Deutsch, Englisch oder Französisch,
- Mittlere Reisegeschwindigkeit (einschließlich aller Aufenthalte) mindestens 90 km/h (mit Ausnahme von Gebirgsbahnen und Zugläufen mit Eisenbahnfähren),
- Besondere Pünktlichkeitskriterien, häufig unpünktliche Züge können die Zuggattung EC verlieren,
- Jedes Zugpaar trägt einen Namen, der sich auf den europäischen Charakter (touristisch, kulturell, historisch) bezieht,
- Nur Tagesverkehr, das heißt Abfahrt nach 6:00 Uhr, Ankunft vor 24:00 Uhr,
- Keine Kurswagen, Flügelungen sowie Bahnpost- oder Gepäckverladung
- Verwendung von Mehrsystemfahrzeugen zur Vermeidung von Lokomotivwechseln an Grenzen

Diese Kriterien werden mittlerweile von den verschiedenen Bahnen teils unterschiedlich interpretiert: Einige Bahngesellschaften setzen EC auch im Inland ein. Übergangsweise kamen auch Wagen der zweiten Klasse ohne Klimaanlage zum Einsatz. Teilweise gibt es statt eines Voll-Speisewagens nur Buffetabteile oder nur kleine Imbisse von einer mobilen Minibar. Die DB Fernverkehr hat seit 2003 die meisten Zugnamen abgeschafft, lediglich bei den in oder aus Richtung Österreich, Polen und Tschechien verkehrenden EC-Zugläufen wurden sie beibehalten.

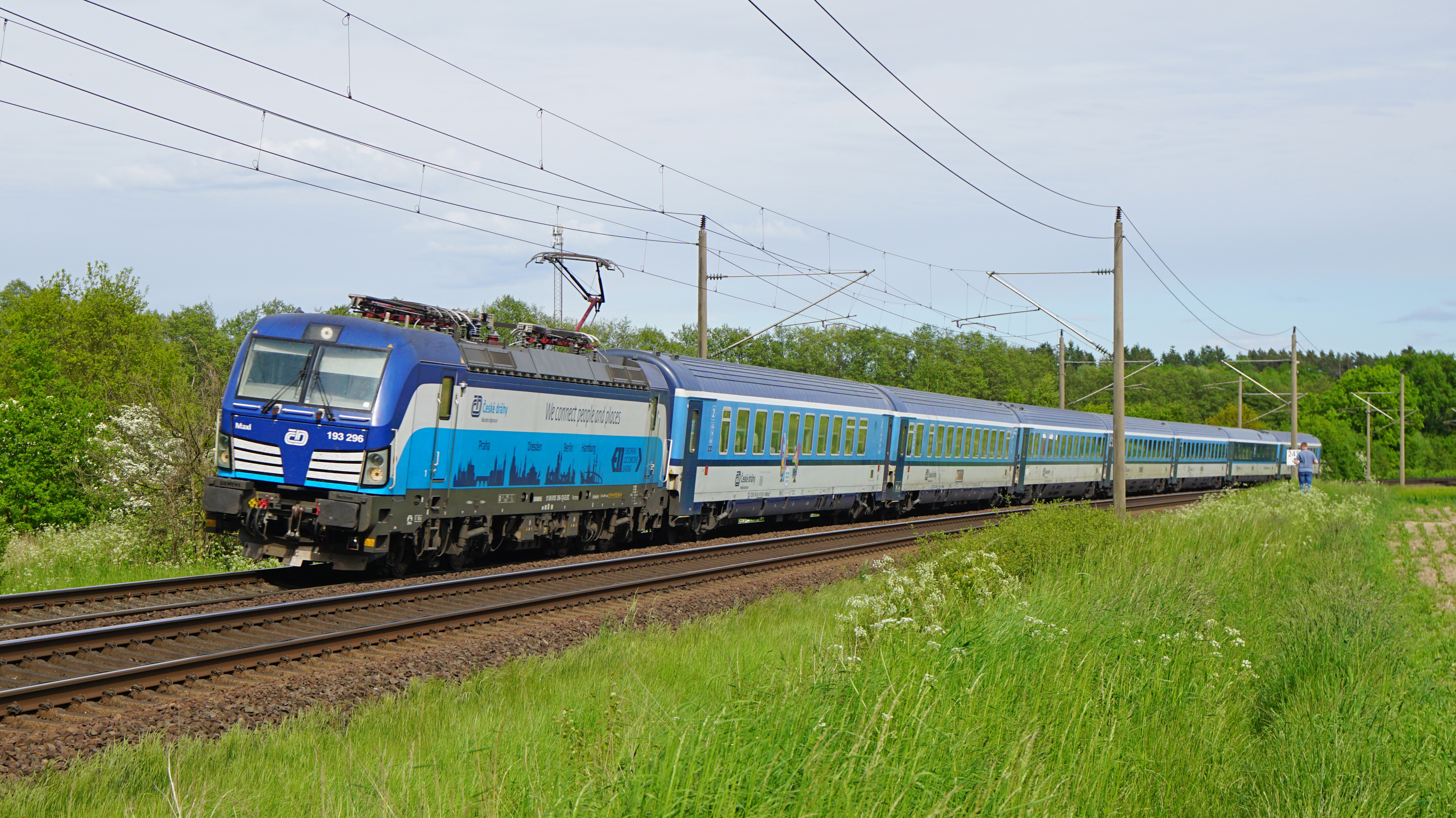
EuroCity 174 Prag – Hamburg-Altona

Die Stiftung Warentest wertete vom 23. September bis zum 31. Oktober 2007 (ohne Streiktage), zwischen 6:00 und 24:00 Uhr, die Ankunftszeiten von EuroCity-Zügen an ihren Endbahnhöfen in zehn deutschen Großstädten aus. Von 1582 untersuchten Zügen waren 48 Prozent vier oder mehr Minuten verspätet. Die Deutsche Bahn wies das Ergebnis der Erhebung zurück und sprach von einer Gesamtpünktlichkeit im Personenverkehr von „deutlich über 90 Prozent“ im Jahr 2007, ohne konkretere Zahlen zu nennen.

## Wagenmaterial

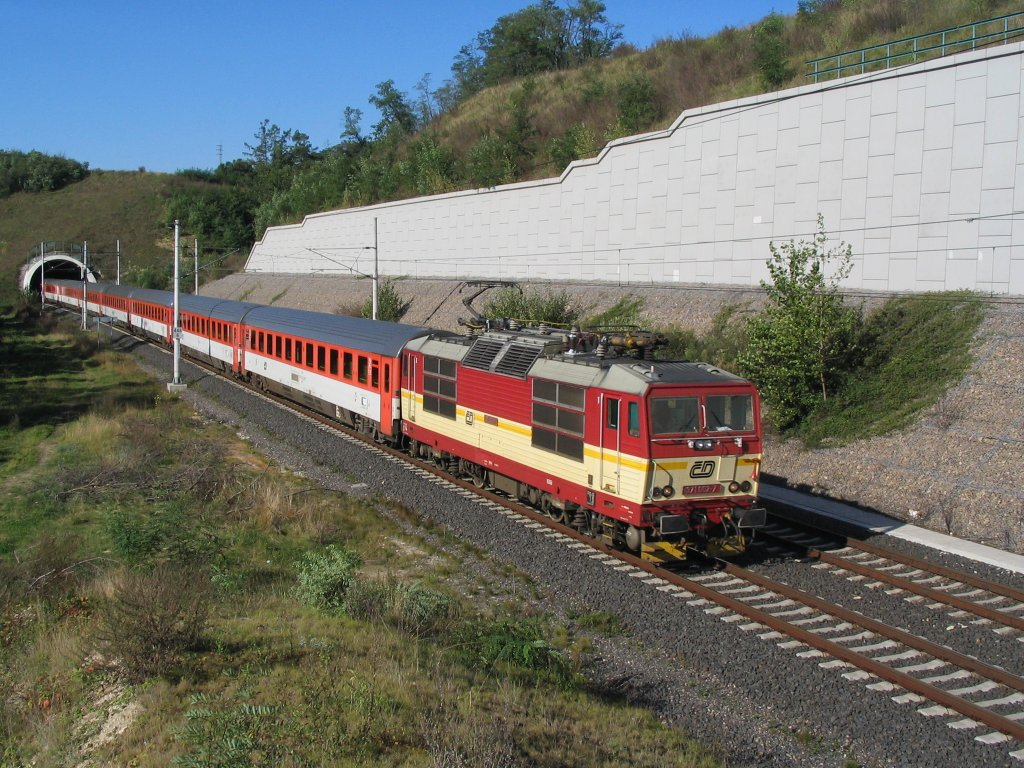
EC 370 Prag–Aarhus mit Lok der Baureihe 371 und EC-Wagen der ČD

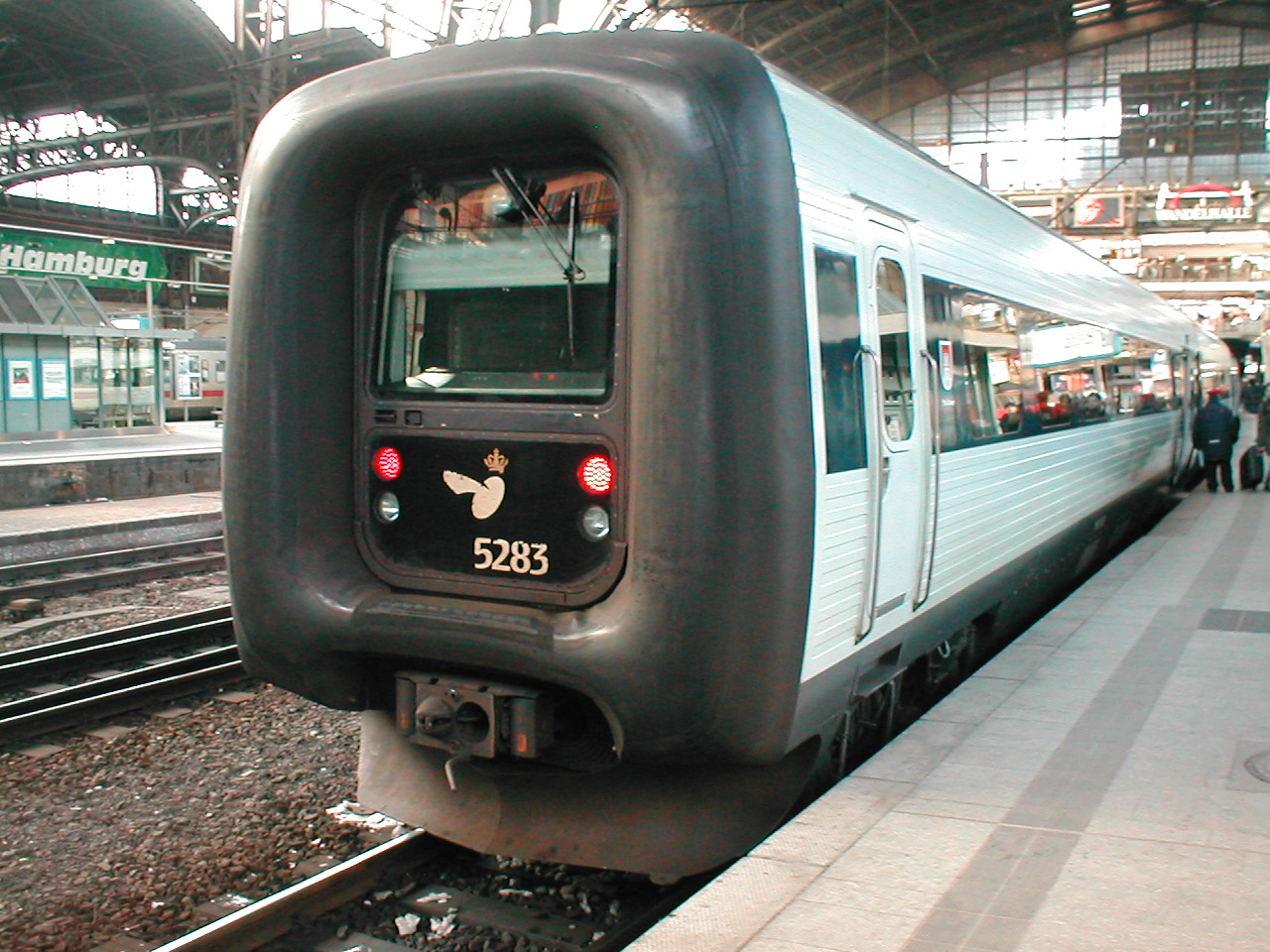
MF der Dänischen Staatsbahnen im Einsatz auf der Vogelfluglinie Hamburg–Lübeck–Kopenhagen

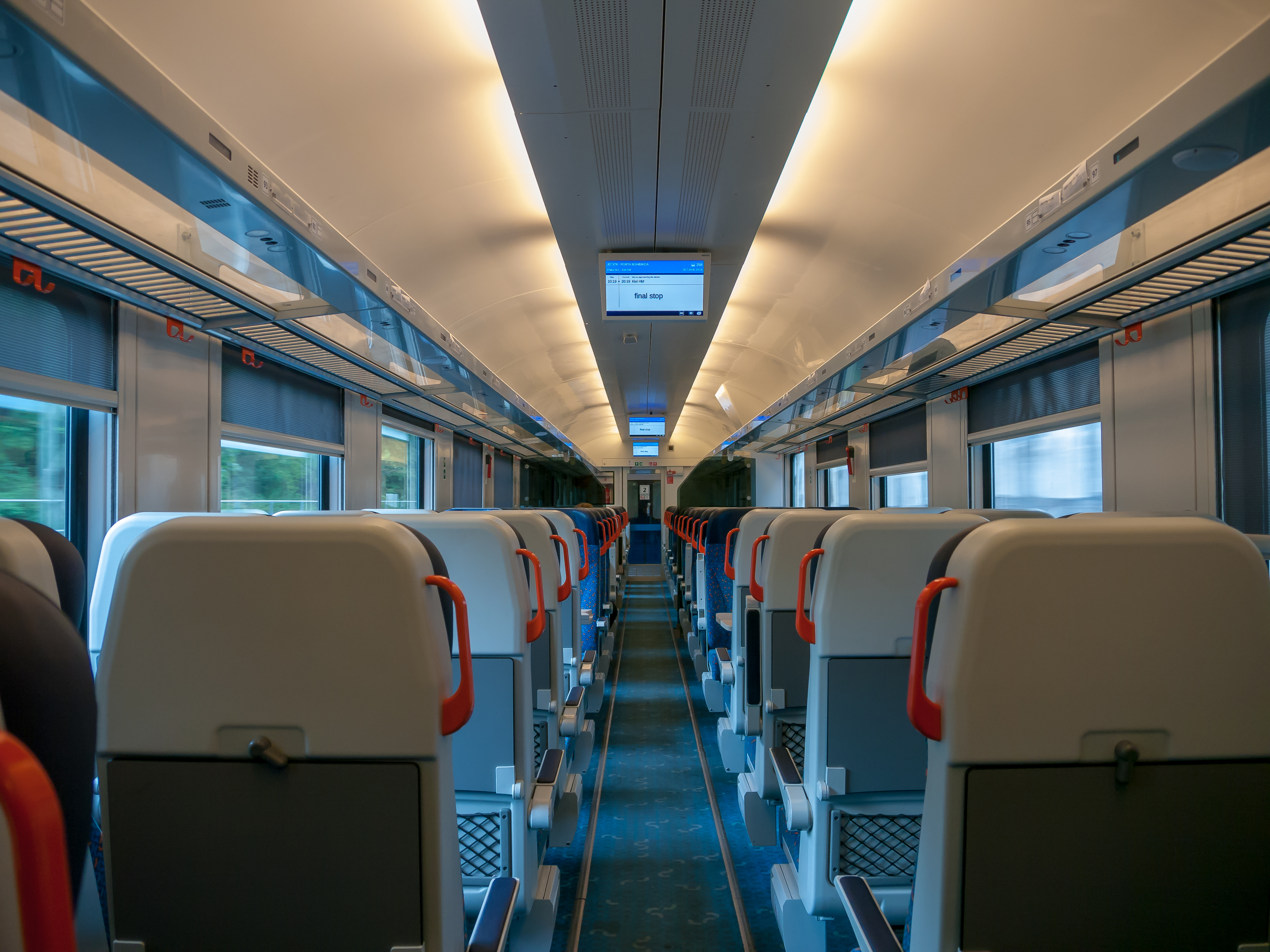
Tschechischer EC-Großraumwagen

Das Wagenmaterial für EC weist überwiegend folgende Merkmale auf:
- RIC-fähig
- Höchstgeschwindigkeit 200 km/h
- Abteile mit sechs Plätzen in der ersten und zweiten Klasse, Abteillänge circa 2,3 Meter (erste Klasse) bzw. 1,9 Meter (zweite Klasse)
- Großraumwagen mit Sitzteiler 2+1 (erste Klasse) bzw. 2+2 (zweite Klasse)

Die ČD, MÁV-START, teilweise auch die ÖBB-Personenverkehr und SBB haben speziell für EC-Züge neue Wagen beschafft, darunter beispielsweise auch die SBB-Panoramawagen. Die HŽ Putnički prijevoz (HŽPP) und SŽ-Potniški promet setzen heute EC-Wagen ein, die noch von der JŽ vor deren Aufteilung für EC-Züge beschafft wurden. Die meisten anderen am EC-System teilnehmenden Bahnen verwenden für EC die gleichen Wagentypen wie für IC-Züge. Ein Beispiel für Wagen, die diese Kriterien bereits vor Einführung der Zuggattung EC erfüllten, sind die Eurofima-Wagen mehrerer europäischer Bahnen.
Mitunter wurden und werden in EC auch ältere Wagen eingesetzt, die den Qualitätskriterien nicht immer entsprechen. Die ältesten EC-Wagen waren Speisewagen der CIWL, die 1955 aus kriegsbeschädigten Altbauwagen der 1920er Jahre entstanden sind und 1985 – inzwischen Eigentum der NMBS/SNCB – mit nostalgischer Inneneinrichtung und Anstrich in orange-lichtgrauer Eurofima-C1-Lackierung aufgearbeitet wurden. Diese liefen noch bis Mitte der 1990er Jahre in den EC Vauban und Iris.
Mitte der 1990er Jahre wurden im Widerspruch zu den Qualitätskriterien auf den Eurocitys Zürich–München 50-jährige Inlands-Leichtstahlspeisewagen eingesetzt, in Ermangelung moderner Speisewagen.
Einige Bahnen setzen auch Triebzüge als EC ein. Ein Beispiel dafür sind die MF der DSB auf der Strecke Hamburg–Kopenhagen. Auch die ÖBB 4010 und SBB RABe EC wurden in der Vergangenheit als EC eingesetzt. Die TGV zwischen Frankreich und der Schweiz liefen zunächst als EC (heute Lyria). Seit Fahrplanwechsel 2010 verkehren die ehemaligen Cisalpino-Züge auch als EuroCity.
Ein weiterer Sonderfall war der Catalan-Talgo Genf–Barcelona, ein ehemaliger TEE, der mit einem Talgo III RD von 1968 (mit Spurwechsel an der französisch-spanischen Grenze) betrieben wurde. Später wurde der Zuglauf auf Montpellier–Barcelona verkürzt, der Zug lief danach nicht mehr als EC, sondern unter der Bezeichnung Talgo, außerdem wurde der Mare Nostrum von Montpellier nach Cartagena eingeführt, der mit einer moderneren Talgo-Pendular-Garnitur betrieben wurde. Die Nachtzüge Paris-Madrid-Talgo und Barcelona-Talgo wurden Ende der 1980er Jahre als EC-Nacht betrieben. Der Einsatz der grenzüberschreitenden Talgos endete 2010 mit der Eröffnung einer normalspurigen Schnellfahrstrecke nach Spanien.

## Cisalpino

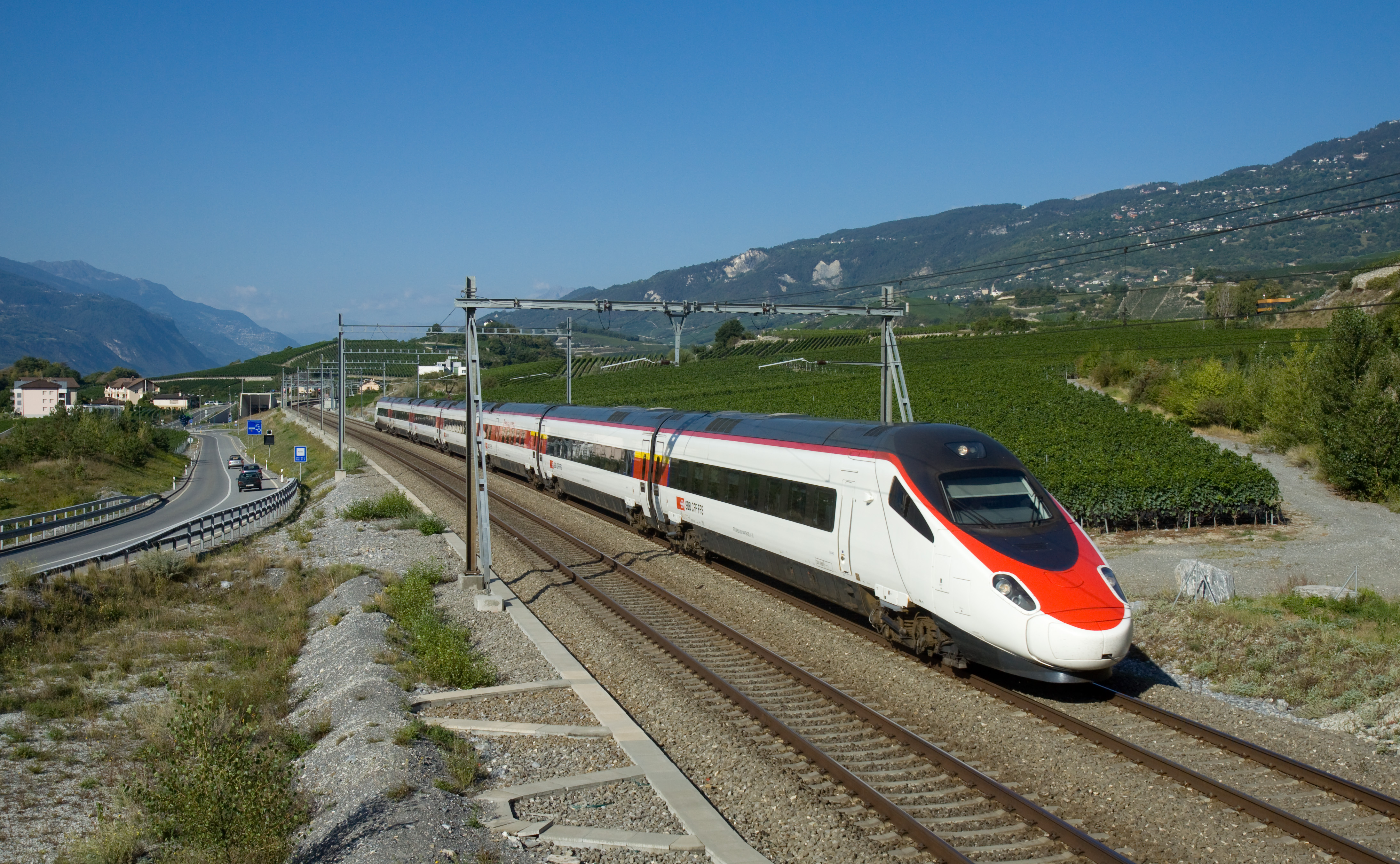
Ein Alstom ETR 610 der SBB als EC 37

Im Sommer 2004 übergaben die SBB und die Trenitalia den Betrieb ihrer gemeinsamen InterCitys Canaletto (Zürich – Venezia Santa Lucia) und Cinque Terre (Schaffhausen/Zürich – La Spezia) ihrer gemeinsamen Tochterfirma Cisalpino AG, welche nebst den Triebzügen neu auch Züge mit konventionellem Wagenmaterial führten. Während die Triebzüge weiterhin unter dem Namen Cisalpino liefen, erhielten die konventionellen Züge den Status eines EuroCity. Für diese beiden Züge wurde extra SBB-Wagenmaterial in Cisalpino-Farben umgespritzt.
Per Fahrplanwechsel 2005 übernahm die Cisalpino alle grenzüberschreitenden Verbindungen Schweiz–Italien auf den Achsen Genf–Italien, Basel–Lötschberg–Italien und Zürich–Italien. Die Cisalpino-Züge figurierten weiterhin unter dem Namen der Betreibergesellschaft. Jeder Zug erhielt einen Namen (EC Cisalpino …). Im Zuge wurde die InterCity Riviera dei Fiori-Verbindung Basel–Gotthard–Milano Centrale–Nizza eingestellt und stattdessen als EC Cisalpino San Marco nach Venedig geführt. Nach Mailand verkehrten gewisse dieser Züge weiter nach Venedig oder Livorno.
2008 wurde auf der EC/IC-Betrieb am Gotthard auf InterCity-Neigezug und Cisalpino umgestellt. Die EuroCitys Basel–Lötschberg–Italien und Genf–Italien wurden ebenfalls alle zu Cisalpinos. Die Verbindungen Basel–Gotthard–Italien wurden auf eine reduziert, welche ab Sommer 2009 verkehren sollte, aus allen anderen wurden ICN. Alle Verbindungen bis auf Genf–Venedig wurden nach Milano Centrale gekappt. Auch auf der Lötschberg- und der Simplon-Achse werden für den Betrieb nach Italien nur noch Cisalpino-Züge verwendet, alle übrigen enden spätestens in Brig. Aufgrund der technischen Probleme mit den Alstom ETR 610 wurden die Zugläufe meistens in Domodossola oder Lugano getrennt. Der geplante Zuglauf Basel–Gotthard–Italien konnte nicht verwirklicht werden, da die ETR 610 am Gotthard nicht zugelassen sind.
Im Dezember 2009 lösten die SBB und die Trenitalia die Cisalpino AG auf. Seither verkehren alle ehemaligen Cisalpino-Züge als EuroCity. Die Triebzüge wurden unter den ehemaligen Cisalpino-Eigentümern aufgeteilt und verrichten den EC-Betrieb weiterhin.
Seit Dezember 2017 werden ETR610-Läufe nach Frankfurt verlängert und tragen innerhalb Deutschlands die Bezeichnung EuroCity-Express, im Dezember 2020 folgte die Linie München–Zürich.

## EC-Züge in Mitteleuropa
|  |  |  |

### Fahrplanjahr 2023/2024
| Nr.                    | Name                          | Relation |
| ---------------------- | ----------------------------- | --- |
| EC 6                   |                               | Interlaken Ost → Interlaken West → Spiez → Thun → Bern → Olten → Liestal → Basel SBB → Basel Bad Bf → Freiburg (Breisgau) Hbf → Karlsruhe Hbf → Mannheim Hbf → Mainz Hbf → Koblenz Hbf → Bonn-Beuel → Köln Hbf → Düsseldorf Hbf → Duisburg Hbf → Essen Hbf → Bochum Hbf → Dortmund Hbf → Münster (Westf) Hbf → Osnabrück Hbf → Diepholz → Bremen Hbf → Hamburg-Harburg → Hamburg Hbf → Hamburg Dammtor → Hamburg-Altona |
| EC 7                   |                               | Hamburg-Altona → Hamburg Dammtor → Hamburg Hbf → Hamburg-Harburg → Bremen Hbf → Diepholz → Osnabrück Hbf → Münster (Westf) Hbf → Dortmund Hbf → Bochum Hbf → Essen Hbf → Duisburg Hbf → Düsseldorf Hbf → Köln Hbf → Bonn Hbf → Koblenz Hbf → Mainz Hbf → Mannheim Hbf → Karlsruhe Hbf → Freiburg (Breisgau) Hbf → Basel Bad Bf → Basel SBB → Liestal → Olten → Bern → Thun → Spiez → Interlaken West → Interlaken Ost   |
| EC 8                   |                               | Zürich HB → Basel SBB → Basel Bad Bf → Freiburg (Breisgau) Hbf → Baden-Baden → Karlsruhe Hbf → Mannheim Hbf → Mainz Hbf → Koblenz Hbf → Bonn Hbf → Köln Hbf → Düsseldorf Hbf → Duisburg Hbf → Essen Hbf → Bochum Hbf → Dortmund Hbf → Münster (Westf) Hbf → Osnabrück Hbf → Bremen Hbf → Hamburg-Harburg → Hamburg Hbf → Hamburg Dammtor → Hamburg-Altona                                                               |
| EC 9                   |                               | Hamburg-Altona → Hamburg Dammtor → Hamburg Hbf → Hamburg-Harburg → Bremen Hbf → Osnabrück Hbf → Münster (Westf) Hbf → Dortmund Hbf → Bochum Hbf → Essen Hbf → Duisburg Hbf → Düsseldorf Hbf → Köln Hbf → Bonn Hbf → Koblenz Hbf → Mainz Hbf → Mannheim Hbf → Karlsruhe Hbf → Baden-Baden → Freiburg (Breisgau) Hbf → Basel Bad Bf → Basel SBB → Zürich HB                                                               |
| EC 32                  |                               | Milano Centrale → Stresa → Domodossola → Brig → Sion → Montreux → Lausanne → Genève |
| EC 34                  |                               | Milano Centrale → Stresa → Domodossola → Brig → Sion → Montreux → Lausanne → Genève |
| EC 35                  |                               | Genève → Lausanne → Montreux → Sion → Brig → Domodossola → Gallarate → Rho Fiera (nur bei Messen) → Milano Centrale → Brescia → Peschiera del Garda → Verona Porta Nuova → Vicenza → Padova → Venezia Mestre → Venezia Santa Lucia |
| EC 36                  |                               | Milano Centrale → Rho Fiera (nur bei Messen) → Stresa → Domodossola → Brig → Sion → Montreux → Lausanne → Genève |
| EC 37                  |                               | Genève → Lausanne → Montreux → Sion → Brig → Domodossola → Stresa → Milano Centrale |
| EC 39                  |                               | Genève → Lausanne → Montreux → Sion → Brig → Domodossola → Stresa → Milano Centrale |
| EC 40                  | Berlin-Warszawa-Express       | Warszawa Wschodnia → Warszawa Centralna → Warszawa Zachodnia → Kutno → Konin → Poznan Glowny → Zbaszynek → Swiebodzin → Rzepin → Frankfurt (Oder) → Berlin Ostkreuz → Berlin Ostbahnhof → Berlin Hbf |
| EC 41                  | Berlin-Warszawa-Express       | Berlin ↔ Warschau |
| EC 41                  |                               | Genf → Milano |
| EC 42                  |                               | Venedig → Genf |
| EC 44                  |                               | Venedig → Genf |
| EC 44                  | Berlin-Warszawa-Express       | Warschau ↔ Berlin |
| EC 45                  | Berlin-Warszawa-Express       | Berlin ↔ Warschau |
| EC 46                  | Berlin-Warszawa-Express       | Warschau ↔ Berlin |
| EC 47                  | Berlin-Warszawa-Express       | Berlin ↔ Warschau |
| EC 48                  | Berlin-Warszawa-Express       | Warschau ↔ Berlin |
| EC 49                  | Berlin-Warszawa-Express       | Berlin → Warschau |
| EC 50                  |                               | Milano ↔ Basel |
| EC 51                  |                               | Milano ↔ Basel |
| EC 52*                 |                               | Milano → Bern → Basel → Karlsruhe → Frankfurt(Main) |
| EC 54                  |                               | Milano ↔ Basel |
| EC 54                  |                               | Krakau ↔ Breslau ↔ Berlin |
| EC 55                  | Wawel                         | Berlin ↔ Breslau ↔ Krakau |
| EC 56                  |                               | Krakau ↔ Breslau ↔ Berlin |
| EC 57                  | Wawel                         | Berlin ↔ Breslau ↔ Krakau |
| EC 58                  | Gedania                       | Gdynia ↔ Poznań ↔ Berlin |
| EC 59                  | Gedania                       | Berlin ↔ Poznań ↔ Gdynia |
| EC 59                  |                               | Basel → Milano |
| EC 80                  | DB-ÖBB EuroCity               | Verona → Innsbruck → München |
| EC 81/82               | DB-ÖBB EuroCity               | München ↔ Innsbruck ↔ Verona ↔ Bologna |
| EC 83                  | DB-ÖBB EuroCity               | München → Innsbruck → Verona |
| EC 84/85               | DB-ÖBB EuroCity               | Rimini ↔ Bologna ↔ Verona ↔ Innsbruck ↔ München |
| EC 86/87               | DB-ÖBB EuroCity               | Venedig ↔ Verona ↔ Innsbruck ↔ München |
| EC 88/89               | DB-ÖBB EuroCity               | Bologna ↔ Verona ↔ Innsbruck ↔ München |
| EC 96/97*              |                               | München ↔ Zürich |
| EC 98/99*              |                               | München ↔ Zürich |
| EC 100/101             | Moravia                       | Wien ↔ Ostrava ↔ Katowice |
| EC 102/103             | Polonia                       | Wien ↔ Ostrava ↔ Katowice ↔ Warschau |
| EC 104/105             | Porta Moravica                | Graz ↔ Wien ↔ Ostrava ↔ Katowice ↔ Kraków ↔ Przemyśl |
| EC 106/107             | Sobieski                      | Wien ↔ Ostrava ↔ Katowice ↔ Warschau ↔ Gdynia |
| EC 112/113             | Blauer Enzian                 | Klagenfurt ↔ Salzburg ↔ München ↔ Stuttgart ↔ Frankfurt(Main) |
| EC 114/115             | Wörthersee                    | Klagenfurt ↔ Villach ↔ Salzburg ↔ Rosenheim ↔ München |
| EC 114/115             | Cracovia                      | Przemyśl ↔ Kraków ↔ Katowice ↔ Ostrava ↔ Prag |
| EC 116/117             | Silesia                       | Warschau ↔ Katowice ↔ Ostrava ↔ Prag |
| EC 117                 | Salzach                       | Frankfurt(Main) → Stuttgart → München → Salzburg → Klagenfurt |
| EC 130/131             | Báthory                       | Budapest-Nyugati ↔ Bratislava ↔ Ostrava ↔ Katowice ↔ Warschau ↔ Terespol (↔ Brest) |
| EC 134/135             | Emona                         | (Wien ↔ Graz ↔) Ljubljana ↔ Trieste |
|                        |                               | |
| EC 140                 | Hortobágy                     | Kiew-Pass - Lwiw (Lemberg)- Chop - Záhony → Debrecen → Budapest-Keleti → Wien |
| EC 141                 | Semmelweis                    | Wien → Budapest-Keleti |
| EC 142                 | Liszt Ferenc / Franz Liszt    | Budapest-Keleti → Wien |
| EC 143                 | Transilvania                  | Wien → Budapest-Keleti → Oradea → Cluj Napoca |
| EC 144/145             | Ostravan                      | Žilina ↔ Ostrava ↔ Prag |
| EC 144                 | Csárdás                       | Budapest-Keleti → Wien |
| EC 145                 | Franz Liszt / Liszt Ferenc    | Wien → Budapest-Keleti |
| EC 146                 | Transilvania                  | Cluj Napoca → Oradea → Budapest-Keleti → Wien |
| EC 147                 | Lehár                         | Wien → Budapest-Keleti |
| EC 148                 | Semmelweis                    | Budapest-Keleti → Wien |
| EC 149                 | Hortobágy                     | Wien → Budapest-Keleti → Debrecen → Záhony - Chop - Lwiw (Lemberg)- Kiew Pass |
| EC 150/151             | Emona                         | Ljubljana ↔ Graz ↔ Wien |
| EC 151*                |                               | Frankfurt(Main) → Karlsruhe → Basel → Luzern → Lugano → Milano |
| EC 153                 |                               | Basel → Lugano → Milano |
| EC 156                 |                               | Milano → Lugano → Basel |
| EC 158                 |                               | Milano → Lugano → Basel |
| EC 158/159             | Croatia                       | Zagreb ↔ Graz ↔ Wien |
| EC 163/164             | Transalpin                    | Zürich ↔ Innsbruck ↔ Graz |
| EC 170/171             | Berliner                      | Prag ↔ Berlin |
| EC 172/173             | Hungaria                      | Budapest-Nyugati ↔ Bratislava ↔ Prag ↔ Berlin ↔ Hamburg |
| EC 174/175             | Berliner                      | Prag ↔ Berlin ↔ Hamburg ↔ Flensburg |
| EC 176/177             | Berliner                      | Prag ↔ Berlin ↔ Hamburg |
| EC 178                 | Berliner                      | Prag → Berlin |
| EC 179                 | Berliner                      | Hamburg → Berlin → Prag |
| EC 182                 | Hernád / Hornád               | Budapest-Keleti → Košice |
| EC 184                 | Hernád / Hornád               | Budapest-Keleti → Košice |
| EC 186/187             | Hernád / Hornád               | Budapest-Keleti ↔ Košice |
| EC 188/189             | Hernád / Hornád               | Budapest-Keleti ↔ Košice |
| EC 190/191             | Hernád / Hornád               | Budapest-Keleti ↔ Košice |
| EC 190/191*            |                               | München ↔ Zürich |
| EC 192/193             | Hernád / Hornád               | Budapest-Keleti ↔ Košice |
| EC 192/193*            |                               | München ↔ Zürich |
| EC 194/195             | Hernád / Hornád               | Budapest-Keleti ↔ Košice |
| ECE/EC 196/197*        |                               | München ↔ Zürich |
| EC 197                 | Hernád / Hornád               | Košice → Budapest-Keleti |
| EC 198/199*            |                               | München ↔ Zürich |
| EC 199                 | Hernád / Hornád               | Košice → Budapest-Keleti |
| EC 210/211             | Sava                          | Vinkovci ↔ Zagreb ↔ Ljubljana ↔ Villach |
| EC 212/213             | Mimara                        | Zagreb ↔ Ljubljana ↔ Villach |
| EC 216/217             | Dachstein                     | Graz ↔ Salzburg ↔ München ↔ Stuttgart ↔ Saarbrücken |
| EC 218                 | Chiemgau                      | Graz → Salzburg → München → Stuttgart → Frankfurt(Main) (→ Erfurt) |
| EC 219                 | Chiemgau                      | Frankfurt(Main) → Stuttgart → München → Salzburg → Graz |
| EC 246/247             | Berlin-Warszawa-Express       | Warschau ↔ Berlin |
| EC 248/249             | Berlin-Warszawa-Express       | Warschau ↔ Berlin |
| EC 270/271             | Metropolitan                  | Budapest-Nyugati ↔ Bratislava ↔ Brno ↔ Česká Třebová ↔ Pardubice ↔ Prag |
| EC 272(572)/273(573)   | Metropolitan                  | Budapest-Nyugati ↔ Bratislava ↔ Prag |
| EC 274(574)/275(575)   | Metropolitan                  | Budapest-Nyugati ↔ Bratislava ↔ Prag |
| EC 276(576)/277        | Metropolitan                  | Budapest-Nyugati ↔ Bratislava ↔ Prag |
| EC 278/279             | Metropolitan                  | Budapest-Nyugati ↔ Bratislava ↔ Prag |
| EC 280/281             | Metropolitan                  | Budapest-Nyugati ↔ Bratislava ↔ Prag |
| EC 282(582)/283(583)   | Metropolitan Slovenská strela | Nové Zámky ↔ Bratislava ↔ Praha |
| EC 286/287             | DB-ÖBB EuroCity               | Innsbruck ↔ München |
| EC 288/289             | DB-ÖBB EuroCity               | Innsbruck ↔ München |
| EC 307/308             |                               | Zürich ↔ Lugano ↔ Genova |
| EC 310/311             |                               | Bologna ↔ Lugano ↔ Zürich |
| EC 312/313             |                               | Milano ↔ Lugano ↔ Zürich |
| EC 314/315             |                               | Milano ↔ Lugano ↔ Zürich |
| EC 316/317             |                               | Milano ↔ Lugano ↔ Zürich |
| EC 318/319             |                               | Milano ↔ Lugano ↔ Zürich |
| EC 320/321             |                               | Milano ↔ Lugano ↔ Zürich |
| EC 322/323             |                               | Milano ↔ Lugano ↔ Zürich |
| EC 324/325             |                               | Milano ↔ Lugano ↔ Zürich |
| EC 326/327             |                               | Venedig ↔ Lugano ↔ Zürich |
| EC 330/331             | Jižní expres                  | Prag ↔ České Budějovice ↔ Linz (EC330 führt einen Schlafwagen aus Zürich mit) |
| EC 332/333             | Jižní expres                  | Prag ↔ České Budějovice ↔ Linz |
| EC 334/335             | Jižní expres                  | Prag ↔ České Budějovice ↔ Linz |
| EC 336/337             | Jižní expres                  | Prag ↔ České Budějovice ↔ Linz (am EC337 ist ein Schlafwagen nach Zürich mit dabei) |
| EC 340                 | Lehár                         | Budapest-Keleti → Wien |
| EC 341                 | Csárdás                       | Wien → Budapest-Keleti |
| EC 378/379             | Berliner                      | Prag ↔ Berlin ↔ Hamburg ↔ Kiel |
| EC458/459              | Canopus                       | Prag ↔ Leipzig ↔ Erfurt ↔ Frankfurt(Main)Hbf ↔ Zürich HB |
| EC 686/687             | Szamos / Someș                | (Wien ↔ Budapest-Keleti ↔) Püspökladány ↔ Baia Mare |
| EC 1160/1167           | Advent                        | Budapest-Keleti ↔ Wien |
| EC 1248/1259           | Leo Express                   | Košice ↔ Žilina ↔ Ostrava ↔ Prag |
| EC 1250/1257           | Leo Express                   | (Košice ↔) Prešov ↔ Žilina ↔ Ostrava ↔ Prag |
| EC 1288/1289           | DB-ÖBB EuroCity               | Venedig ↔ Verona ↔ Innsbruck ↔ München |
| EC 1356/1361           | Leo Express                   | Košice ↔ Prešov (↔ Žilina ↔ Ostrava ↔ Prag) |
| EC 963                 | "ZAKARPATIA"                  | Mukachevo - Chop - Cierna nad Tisou - Kosice |
| ECD 953x / 954x / 955x | Eurocity Direct               | Amsterdam Zuid – Schiphol (Airport) – Rotterdam Centraal – Antwerpen Centraal – Bruxelles-Midi/Brussel-Zuid |

Mit * gekennzeichnete Züge verkehren innerhalb Deutschlands als Eurocity-Express.

## Unfälle

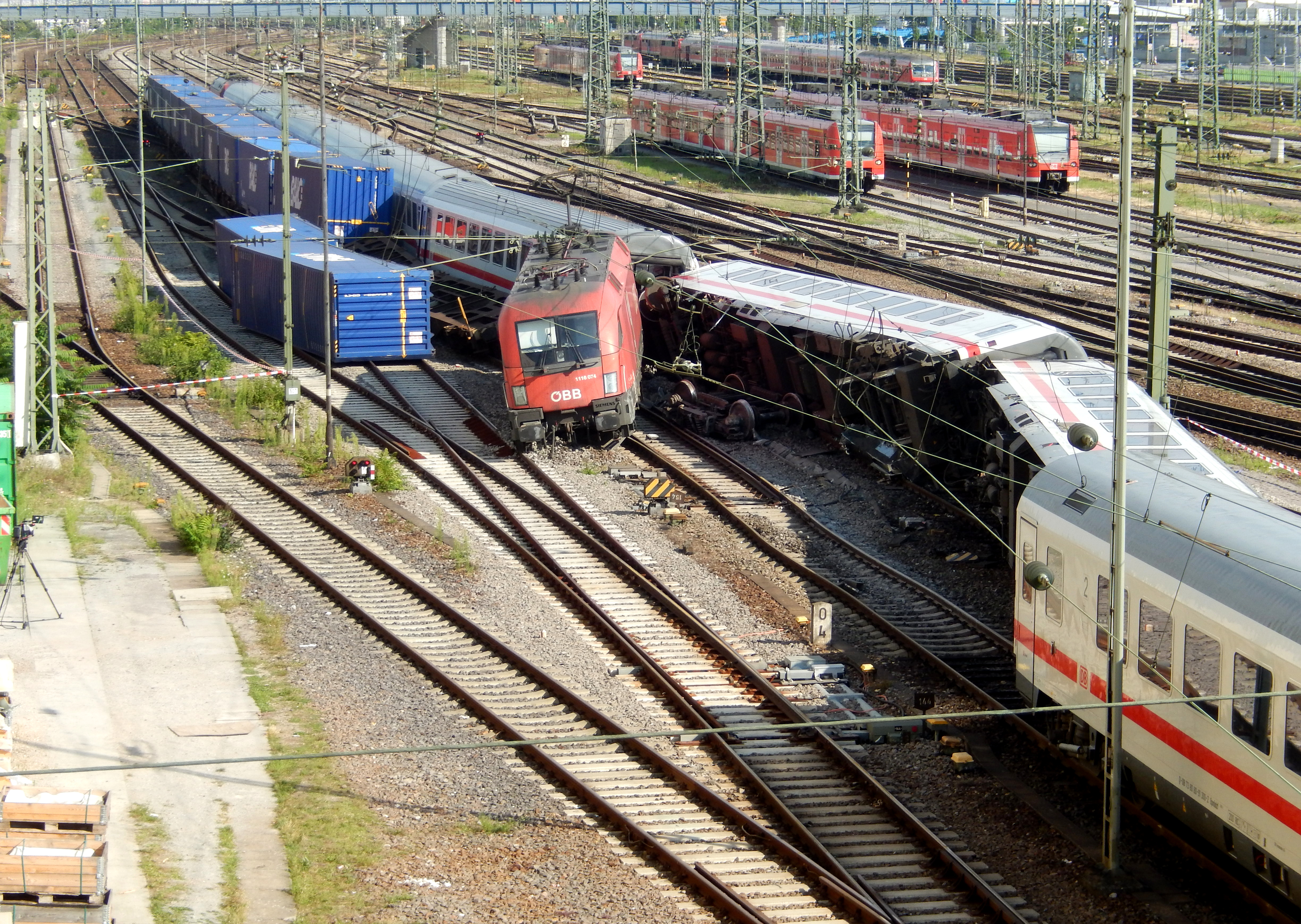
Der am 1. August 2014 durch eine Flankenfahrt eines Güterzugs verunglückte EuroCity 216 im Mannheimer Hauptbahnhof: Fünf Wagen des Zuges entgleisten, zwei Wagen davon fielen um.

- Am 8. August 2008 kam es beim EC 108 Comenius von Krakau nach Prag gegen 10:45 Uhr bei Studénka (Bezirk Nový Jičín) im Nordosten Tschechiens zu einem schweren Unfall mit acht Toten und 35 verletzten Reisenden, als kurz vor der Zugdurchfahrt eine in Reparatur befindliche Autobahnbrücke auf die Gleise stürzte, der Zug in die Trümmer der Brücke prallte und entgleiste.[7] Der Lokführer konnte noch eine Schnellbremsung aus der Reisegeschwindigkeit von über 130 km/h einleiten. Er überlebte im Maschinenraum der Lok.
- Am 1. August 2014 kam es beim EC 216 von Graz nach Saarbrücken gegen 20:51 Uhr im Mannheimer Hauptbahnhof zu einer Flankenfahrt mit einem Güterzug (siehe Eisenbahnunfall von Mannheim). Dabei entgleisten fünf Waggons des Personenzugs, zwei davon kippten um. 35 Personen wurden verletzt, vierzehn davon mussten in Krankenhäusern behandelt werden.[8]
- Der gleiche Zug war am 12. Februar 2018 in den Eisenbahnunfall von Niklasdorf in Österreich verwickelt. Das Überfahren eines haltzeigenden Signals durch einen S-Bahn-Zug führte zu einem Zusammenstoß mit EC 216, bei dem das Dach mehrerer EC-Wagen aufgerissen wurde. Ein Fahrgast kam ums Leben, 31 wurden verletzt.[9][10]